# Raionul Orhei
Raionul Orhei este un raion din partea centrală a Republicii Moldova. Centrul administrativ al raionului este orașul Orhei.
În raionul Orhei se află mai multe obiective turistice importante ale Republicii Moldova: complexul muzeal-arheologic Orheiul Vechi (Trebujeni), mănăstirea Curchi (Vatici), conacul familiei Balioz cu parcul aferent din Ivancea ș.a.

## Demografie

### Statistici vitale
Principalii indicatori demografici, 2013:
- Natalitatea: ▼1.488 (11,8 la 1.000 locuitori)
- Mortalitatea: ▼1.442 (11,5 la 1.000 locuitori)
- Spor natural: +46

### Structura etnică
| Grup etnic | Populație | % Procentaj* |
| ---------- | --------- | ------------ |
| Moldoveni  | 108.722   | 93,51%       |
| Ucraineni  | 4.520     | 3,89%        |
| Ruși       | 2.216     | 1,91%        |
| Țigani     | 221       | 0,19%        |
| Găgăuzi    | 113       | 0,10%        |
| Bulgari    | 90        | 0,08%        |
| Alții      | 389       | 0,34%        |

## Administrație și politică
Președintele raionului Orhei este Vasile Adașan (PDCM), ales la 22 decembrie 2023.
Componența Consiliului Raional Orhei (35 de consilieri), ales la 5 noiembrie 2023, este următoarea:
|  | Partid                                            | Consilieri | Componență | Componență | Componență | Componență | Componență | Componență | Componență | Componență | Componență | Componență | Componență | Componență | Componență |
|  | ------------------------------------------------- | ---------- | ---------- | ---------- | ---------- | ---------- | ---------- | ---------- | ---------- | ---------- | ---------- | ---------- | ---------- | ---------- | ---------- |
|  | Partidul Acțiune și Solidaritate                  | 13         |            |            |            |            |            |            |            |            |            |            |            |            |            |
|  | Forța de Alternativă și Salvare a Moldovei        | 10         |            |            |            |            |            |            |            |            |            |            |            |            |            |
|  | Partidul „Renaștere”                              | 3          |            |            |            |            |            |            |            |            |            |            |            |            |            |
|  | Partidul Socialiștilor din Republica Moldova      | 2          |            |            |            |            |            |            |            |            |            |            |            |            |            |
|  | Partidul Dezvoltării și Consolidării Moldovei     | 2          |            |            |            |            |            |            |            |            |            |            |            |            |            |
|  | Alianța Liberalilor și Democraților pentru Europa | 2          |            |            |            |            |            |            |            |            |            |            |            |            |            |
|  | Partidul Comuniștilor din Republica Moldova       | 1          |            |            |            |            |            |            |            |            |            |            |            |            |            |
|  | Partidul Voința Poporului                         | 1          |            |            |            |            |            |            |            |            |            |            |            |            |            |
|  | Partidul Schimbării                               | 1          |            |            |            |            |            |            |            |            |            |            |            |            |            |

## Diviziuni administrative
Raionul Orhei are 75 localități: 1 oraș, 37 comune și 37 sate.